# KS Widzew Łódź
El Widzew Łódź és un club de futbol polonès de la ciutat de Łódź.

## Història

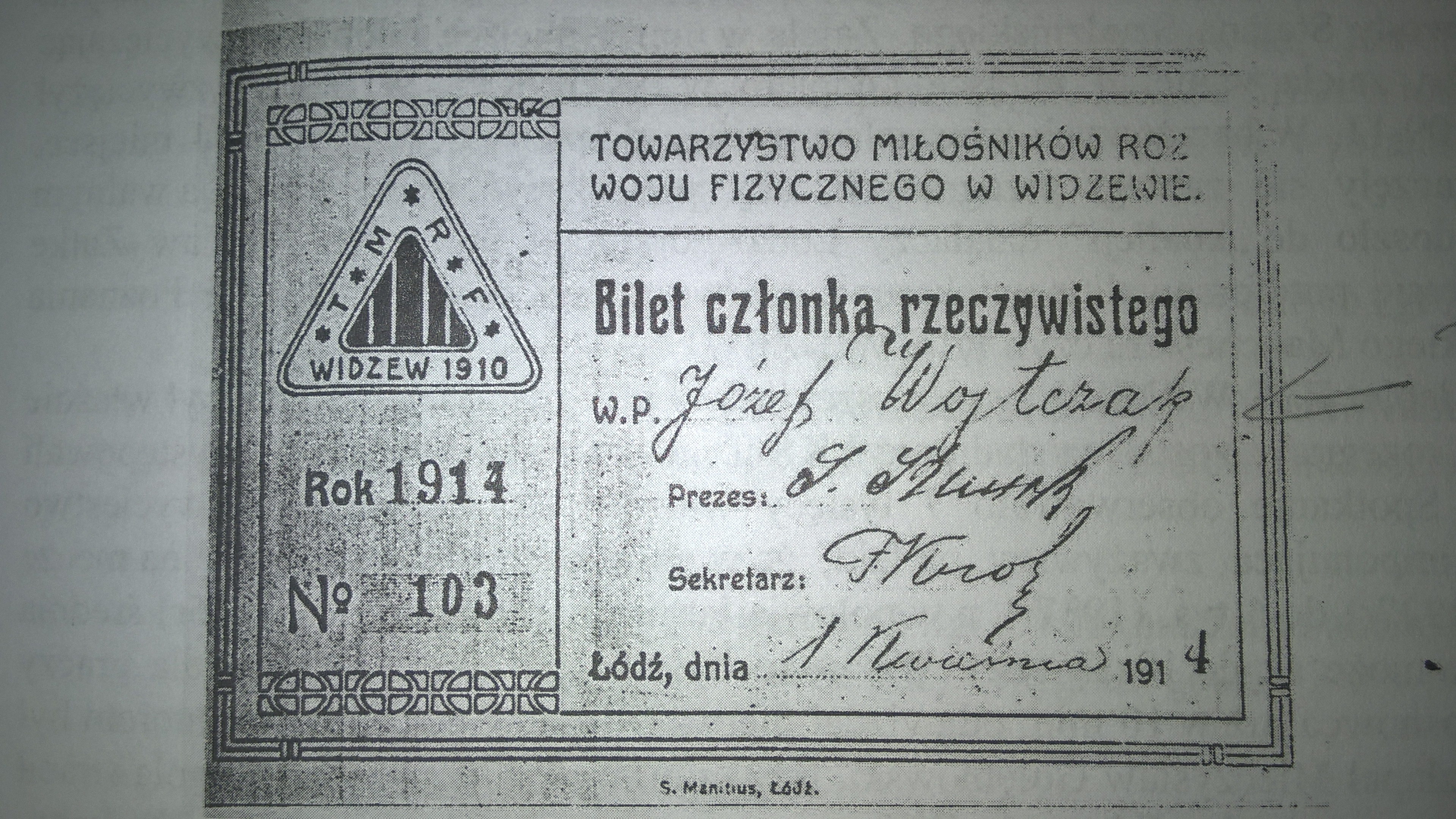
Targeta de membre de 1914.

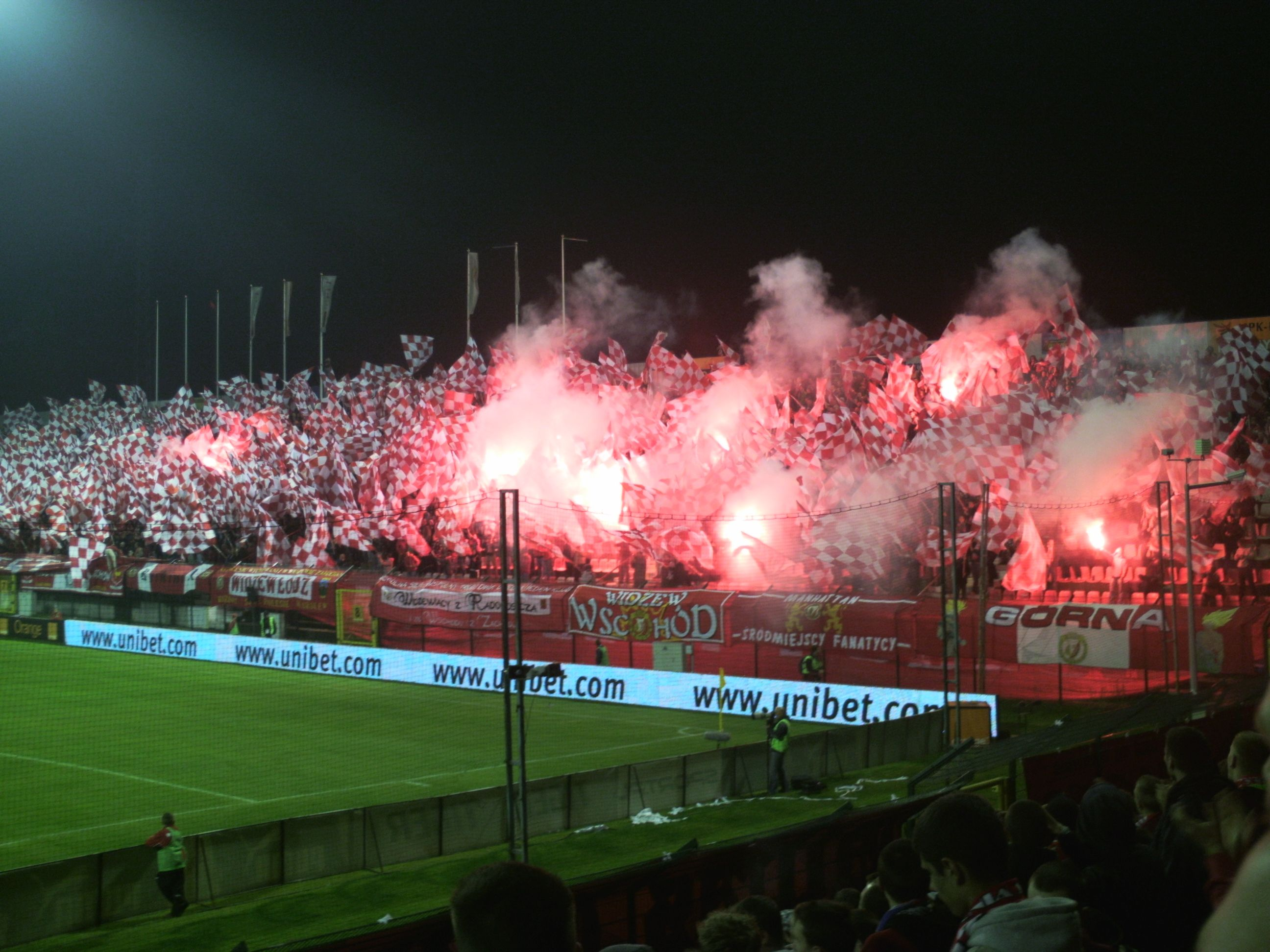
Seguidors del club.

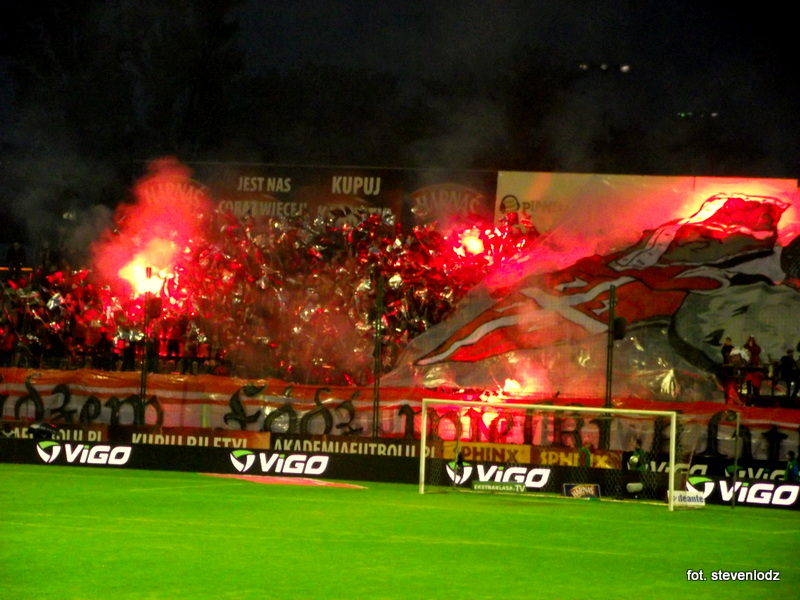
Seguidors del club.

Durant les dècades de 1980 i 1990 el club va guanyar 4 lligues i 1 copa nacionals. Evolució del nom:
- 1910: fundat el 5 de novembre de 1910 com a TMRF Łódź
- 1914: tancament del club
- 1922: refundació com a Widzew Łódź
- 1946: RKS OM TUR Łódź
- 1949: Widzew Łódź

## Palmarès
- Lliga polonesa de futbol:[2]
  - 1981, 1982, 1996, 1997
- Copa polonesa de futbol:[3]
  - 1985
- Supercopa polonesa de futbol:
  - 1996

## Jugadors destacats
- Zbigniew Boniek
- Marek Citko
- Jozef Mlynarczyk
- Piotr Nowak
- Wlodzimierz Smolarek